# Pierwszy rząd Mykoły Azarowa
Pierwszy rząd Mykoły Azarowa – gabinet pod kierownictwem Mykoły Azarowa, byłego ministra finansów w obu rządach Wiktora Janukowycza (2003-2004 i 2006-2007), powołany i zaprzysiężony 11 marca 2010 przez prezydenta Ukrainy Wiktora Janukowycza.
W skład gabinetu wchodzili członkowie koalicji „Stabilność i Reformy”, która liczyła 235 deputowanych. Tworzyli ją przedstawiciele Partii Regionów, Bloku Łytwyna, komunistów i pojedynczy deputowani z innych klubów parlamentarnych. Stojący na czele rządu Azarow był już premierem w 2005 roku; był szefem ostatniego gabinetu przed zwycięstwem pomarańczowej rewolucji.

## Odwołanie rządu Julii Tymoszenko
Po zwycięstwie w wyborach prezydenckich Wiktor Janukowycz zapowiedział, że będzie dążył do odwołania rządu Julii Tymoszenko, czyli swojej konkurentki z okresu wyborczego. Niedługo potem przewodniczący Radzie Najwyższej Wołodymyr Łytwyn ogłosił, że istniejąca od końca 2008 roku koalicja Bloku Julii Tymoszenko, Bloku Łytwyna i Naszej Ukrainy-Ludowej Samoobrony przestała istnieć. Wobec tego premier Julia Tymoszenko zażądała, aby głosowanie w sprawie wotum nieufności odbyło się jak najszybciej, tak, aby zwolennicy Janukowycza nie zdołali sformować nowej koalicji. Jeśli takby się stało, konieczne okazałoby się rozpisanie nowych wyborów parlamentarnych, które najwcześniej mogłyby się odbyć jesienią. Tymoszenko do tego czasu utrzymałaby władzę.
3 marca 2010 w Radzie Najwyższej miała miejsce debata na temat dwuletniej pracy gabinetu. Premier Tymoszenko chwaliła rząd za skuteczną – jej zdaniem – walkę z kryzysem gospodarczym i podkreślała, że udało jej się obronić niepodległość Ukrainy. Deputowani opozycji najpierw oskarżali Tymoszenko o doprowadzenie kraju do katastrofy gospodarczej, a następnie przegłosowali wotum nieufności dla rządu. Za jego dymisją opowiedziało się 243 deputowanych z 450-osobowej izby, a więc oprócz członków opozycji wniosek poparło także kilku posłów wchodzących w skład koalicji rządowej. Tymoszenko nie czekając na głosowanie, udała się do siedziby szefa rządu, zaś po niekorzystnym wyniku ogłosiła, że bierze urlop. Dzień później jej obowiązki przejął tymczasowo wicepremier Ołeksandr Turczynow.
Zgodnie z konstytucją nowa koalicja musiała zostać sformowana w ciągu trzydziestu dni; gdyby tak się nie stało, Ukrainę czekałyby nowe wybory parlamentarne.

## Głosowanie
11 marca 2010 na sesji porannej parlamentu deputowani uchwalili dwie rezolucję: odwołującą Julię Tymoszenko z funkcji  premiera i powołującą Mykołę Azarowa na to stanowisko. Za głosowało 242 deputowanych, przeciwko 4, a 96 wstrzymało się od głosu. Oddano jeden głos nieważny.
Podział głosów według frakcji politycznych:
| Frakcja                           | Liczba deputowanych | Za  | Przeciw | Nieważne | Wstrzymało się | Nieobecni |
| --------------------------------- | ------------------- | --- | ------- | -------- | -------------- | --------- |
| Partia Regionów                   | 172                 | 172 | 0       | 0        | 0              | 0         |
| Blok Julii Tymoszenko             | 155                 | 8   | 3       | 0        | 56             | 88        |
| Nasza Ukraina - Ludowa Samoobrona | 72                  | 11  | 1       | 1        | 40             | 19        |
| Komunistyczna Partia Ukrainy      | 27                  | 27  | 0       | 0        | 0              | 0         |
| Blok Łytwyna                      | 20                  | 20  | 0       | 0        | 0              | 0         |
| Niezrzeszeni                      | 4                   | 4   | 0       | 0        | 0              | 0         |

Następnie Rada Najwyższa pozbawiła władzy rząd Julii Tymoszenko, a także odwołała szefa Służby Bezpieczeństwa Wałentyna Naływajczenkę. W kolejnych głosowaniach:
- zatwierdziła kandydaturę Wałerija Choroszkowskiego na szefa Służby Bezpieczeństwa Ukrainy,
- zatwierdziła kandydatury na ministra spraw zagranicznych i obrony narodowej, które przedstawił prezydent Wiktor Janukowycz,
- powołała zaproponowany przez Azarowa rząd, składający się z siedmiu wicepremierów i dwudziestu ministrów.

## Rząd: zmiany strukturalne i personalia
W porównaniu z rządem Tymoszenko nie zaszły żadne zmiany jeśli chodzi o liczbę oraz zakres działania i odpowiedzialności resortów: oba gabinety składały się z tych samych, dwudziestu ministerstw. Jednakże Azarow zaprosił do współrządzenia aż siedmiu wicepremierów (u Tymoszenko było tylko trzech), chociaż jeszcze dzień przed głosowaniem nad wotum zaufania deputowani Partii Regionów utrzymywali, że ich liczba będzie znacznie mniejsza. Jednym z wicepremierów został lider pozaparlamentarnej partii Silna Ukraina, Serhij Tihipko, który podczas wyborów prezydenckich był rywalem Janukowycza. Duża liczba zastępców premiera powtarza strukturę władzy panującą w Partii Regionów, w której jest piętnastu wiceprzewodniczących. Azarow oraz aż jedenastu jego ministrów (Dmytro Tabacznyk, Kostiantyn Hryszczenko, Ołeksandr Ławrynowycz, Andrij Klujew, Nestor Szufrycz, Anatolij Tołstouchow, Jurij Bojko, Wasyl Cuszko, Wołodymyr Jacuba, Ołeksandr Popow i Wiktor Słauta) byli członkami drugiego gabinetu Janukowycza (2006-2007), a trzech z nich (Azarow, Tabacznyk i Ławrynowycz) pełniło swoje obowiązki także w latach pierwszego rządu obecnego prezydenta (2002-2004).
Premierem został Azarow, były wicepremier i minister finansów, który tym samym jest trzecim szefem rządu w historii niepodległej Ukrainy, który po raz drugi stanął na czele gabinetu rządowego. Wcześniej sprawował swoją funkcję przez kilka tygodni na początku 2005 roku. Azarow był jednym z trzech kandydatów na to stanowisko: Janukowycz brał pod uwagę także swoich rywali z okresu wyborów prezydenckich: Serhija Tihipkę i Arsenija Jaceniuka. Ostatecznie pierwszy otrzymał stanowisko wicepremiera, a drugi – chociaż początkowo miał wejść do rządu – przeszedł do opozycji. W okresie formowania koalicji w kontekście objęcia stanowiska szefa rządu pojawiło się również nazwisko byłego prezydenta Wiktora Juszczenki, ale Janukowycz stanowczo odciął się od tej kandydatury.
Dzień po głosowaniu nad wotum zaufania bliska współpracowniczka Janukowycza i zastępczyni szefa jego Administracji Anna Herman powiedziała, że wkrótce rząd może zostać poszerzony o stanowisko kolejnego wicepremiera. Miałby być on odpowiedzialny za kwestie integracji europejskiej. Zdaniem Herman najbardziej prawdopodobnym kandydatem jest Petro Poroszenko, minister spraw zagranicznych w drugim rządzie Tymoszenko.
Była premier Julia Tymoszenko powiedziała, że skład personalny gabinetu świadczy o tym, że na Ukrainie rozpocznie się okres "azarowszczyzny", czyli centralnego sterowania w gospodarce i gnębienia średniego i małego biznesu. Tymoszenko zauważyła, że rząd składa się głównie z oligarchów i ludzi związanych z kontrowersyjną firmą tranzytową RosUkrEnergo. W zachodniej Ukrainie protestowano zaś przeciwko nominacji znanego z prorosyjskich wypowiedzi Dmytro Tabacznyka na ministra edukacji i nauki: we Lwowie grupa manifestantów spaliła książki o historii ZSRR i portety nowego ministra. Jego wejście do rządu wzbudziło również sprzeciw części deputowanych, także tych wywodzących się z Partii Regionów.
Rząd Azarowa jest najliczniejszym rządem w Europie – liczy 29 ministrów, i nie ma w nim żadnej kobiety.

## Skład rządu
| Urząd                                                                                                  | Imię i nazwisko           | Partia          | Okres urzędowania           |
| --- | ------------------------- | --------------- | --------------------------- |
| Premier                                                                                                | Mykoła Azarow             | Partia Regionów | od 11.03.2010               |
| |                           |                 |                             |
| Pierwszy wicepremier                                                                                   | Andrij Klujew             | Partia Regionów | od 11.03.2010               |
| Wicepremier ds. Euro 2012                                                                              | Borys Kołesnikow          | Partia Regionów | od 11.03.2010               |
| Wicepremier ds. siłowych                                                                               | Wołodymyr Siwkowicz       | Partia Regionów | od 11.03.2010               |
| Wicepremier ds. przemysłu i rolnictwa                                                                  | Wiktor Słauta             | Partia Regionów | od 11.03.2010               |
| Wicepremier ds. polityki regionalnej                                                                   | Wiktor Tychonow           | Partia Regionów | od 11.03.2010               |
| Wicepremier ds. humanitarnych                                                                          | Wołodymyr Semynożenko     | bezp.           | od 11.03.2010               |
| Wicepremier ds. gospodarczych                                                                          | Serhij Tihipko            | Partia Regionów | od 11.03.2010               |
| Minister Spraw Zagranicznych                                                                           | Kostiantyn Hryszczenko    | Partia Regionów | od 11.03.2010               |
| Minister Obrony Narodowej                                                                              | Mychajło Jeżel            | Partia Regionów | od 11.03.2010               |
| Minister Spraw Wewnętrznych                                                                            | Anatolij Mohylew          | Partia Regionów | od 11.03.2010               |
| Minister Zdrowia                                                                                       | Zinowij Mytnyk            | Partia Regionów | od 11.03.2010               |
| Minister Gospodarki                                                                                    | Wasyl Cuszko              | Partia Regionów | od 11.03.2010               |
| Minister Kultury i Turystyki                                                                           | Michajło Kułyniak         | Partia Regionów | od 11.03.2010               |
| Minister ds. Paliw i Energetyki                                                                        | Jurij Bojko               | Partia Regionów | od 11.03.2010               |
| Minister Przemysłu                                                                                     | Dmytro Kolesnikow         | Partia Regionów | od 11.03.2010               |
| Minister Edukacji i Nauki                                                                              | Dmytro Tabacznyk          | Partia Regionów | od 11.03.2010               |
| Minister Sprawiedliwości                                                                               | Ołeksandr Ławrynowicz     | Partia Regionów | od 11.03.2010               |
| Minister Rodziny, Sportu i Młodzieży                                                                   | Rawil Safiullin           | Partia Regionów | od 11.03.2010               |
| Minister Rolnictwa                                                                                     | Mykoła Prysiażniuk        | Partia Regionów | od 11.03.2010               |
| Minister Finansów                                                                                      | Fedir Jaroszenko          | Partia Regionów | od 11.03.2010               |
| Minister Budownictwa                                                                                   | Ołeksandr Popow           | Partia Regionów | od 11.03.2010               |
| Minister ds. Rozwoju Regionalnego                                                                      | Wołodymyr Jacuba          | Partia Regionów | od 11.03.2010               |
| Minister ds. Przemysłu Węglowego                                                                       | Jurij Jaszczenko          | Partia Regionów | od 11.03.2010               |
| Minister Ukrainy ds. sytuacji nadzwyczajnych i ochrony ludności przed skutkami katastrofy w Czarnobylu | Nestor Szufrycz           | Partia Regionów | od 11.03.2010 do 10.07.2010 |
| Minister Ukrainy ds. sytuacji nadzwyczajnych i ochrony ludności przed skutkami katastrofy w Czarnobylu | Antonets Vladimir (p. o.) |                 | od 10.07.2010 do 21.07.2010 |
| Minister Ukrainy ds. sytuacji nadzwyczajnych i ochrony ludności przed skutkami katastrofy w Czarnobylu | Michael Bolotskyh (p. o.) |                 | od 21.07.2010 do 12.11.2010 |
| Minister Ukrainy ds. sytuacji nadzwyczajnych i ochrony ludności przed skutkami katastrofy w Czarnobylu | Wiktor Bałoha             |                 | od 12.11.2010 do 09.12.2010 |
| Minister sytuacji nadzwyczajnych Ukrainy                                                               | Wiktor Bałoha             |                 | od 09.12.2010               |
| Minister-Sekretarz Rady Ministrów                                                                      | Anatolij Tołstouchow      | Partia Regionów | od 11.03.2010 do 09.12.2010 |
| Minister Środowiska                                                                                    | Wiktor Bojko              | Blok Łytwyna    | od 11.03.2010               |
| Minister Transportu i Komunikacji                                                                      | Kostiantyn Jefymenko      | Blok Łytwyna    | od 11.03.2010               |
| Minister Pracy i Polityki Socjalnej                                                                    | Wasyl Nadraha             | Blok Łytwyna    | od 11.03.2010 do 09.12.2010 |
| Minister Pracy i Polityki Socjalnej                                                                    | Serhij Tihipko            | Partia Regionów | od 11.03.2010               |